# Ano Yume o Nazotte
Albums de Yoasobi
THE BOOK 2
(2021)
Singles de Yoasobi
夜に駆ける(Yoru ni kakeru)
(2019) ハルジオン(Harujion)
(2020)
"Ano Yume o Nazotte" (あの夢をなぞって, "Tracing That Dream") est une musique produite par le duo japonais Yoasobi qui sera présente dans leur premier album, The Book (2021). Elle a été publiée comme single le 18 janvier 2020 par Sony Music Entertainment Japan. De la même manière que leurs  single précédents, "Ano Yume o Nazotte" est inspirée d'une nouvelle, ici il s'agit de Yume no Shizuku to Hoshi no Hana, écrite par Sōta Ishiki qui a gagné le Monocon en 2019. La nouvelle raconte au départ une  histoire d'amour qui prend place lors d'un feu d'artifice dans le lycée et dans laquelle un garçon avoue ses sentiments dans les rêves d'une fille. Le clip vidéo a été publié deux jours plus tard.
La version anglaise intitulée "Tracing a Dream", est présente dans le premier album comprenant les versions anglaises des chansons du groupe : E-Side, sorti le 12 novembre 2021. Midnight Train, une version de la chanson en ballade a été réalisée le 30 mars 2022 avec l'entreprise de barres énergisante CalorieMate a des fins publicitaires. La musique a également accompagné le film en live action de l'histoire Yume no Shizuku to Hoshi no Hana.
La chanson était jouable dans le jeu mobile BanG Dream! Girls Band Party!pour une durée limitée entre octobre et novembre 2021. Durant cette collaboration entre BanG Dream! et l'agence de VTuber Hololive, "Ano Yume o Nazotte" a été interprétée par le groupe japonais Poppin'Party et Tokino Sora.

## Crédits
- Ayase – auteur-compositeur, producteur
- Ikura – chant
- Rockwell – guitare
- Sōta Ishiki – écrivain de nouvelle
- Takayuki Saitō – prise de son (voix)
- Masahiko Fukui – mixage
- Hidekazu Sakai – direction
- Harumotsu (Koron Koronosuke) – animation du clip vidéo, conception de pochette

## Récompenses et positionnement
| 2020                              | position |
| --------------------------------- | -------- |
| Japon ( Japan Hot 100 )           | 32       |
| Japon Singles combinés ( Oricon ) | 29       |

| 2022                                   | position |
| -------------------------------------- | -------- |
| Singles numériques japonais ( Oricon ) | 4        |

| 2020                                                   | Position |
| ------------------------------------------------------ | -------- |
| Téléchargement de chansons au Japon (Billboard Japan ) | 69       |
| Strems japonais ( Billboard Japan )                    | 76       |

| Graphique (2021)      | Position |
| --------------------- | -------- |
| Japon (Japan Hot 100) | 67       |

| 2022                                 | Position |
| ------------------------------------ | -------- |
| Streams japonais ( Billboard Japan ) | 90       |

| Région | Date            | Format  | Version  | Label      | Ref.   |
| ------ | --------------- | ------- | -------- | ---------- | ------ |
| Divers | 19 janvier 2020 | Digital | Original | Sony Japon | [ 13 ] |
| Divers | 30 mars 2022    | Digital | Ballade  | Sony Japon | [ 14 ] |